# Criminal Party
I Criminal Party sono un gruppo garage-punk italiano fondato a Palermo nel 1986.

## Storia del gruppo
La band viene riformata da Fabio Vinciguerra nella seconda metà degli anni ’90 e nel 1999 esce il 1° CD omonimo con brani che rispetto al garage-punk degli esordi unirà influenze psichedeliche in un contesto rock d'autore. Al termine di un TIM tour presentato da Red Ronnie e Vanessa Incontrada, la band si scioglie nuovamente nel 2001.
Riformata nel 2012, la nuova formazione realizzerà un nuovo EP, stavolta soltanto digitale, che uscirà soltanto nel 2014. Questa nuova release, dal titolo “Votate me”, è stata prodotta dalla neonata etichetta Downbeat & Pink house e distribuita da Believedigital. I 5 brani contenuti spaziano dalle influenze garage-punk di “Governo di ladri”, al pop-psichedelico di “Votate me” (composizione inedita risalente al 1993, incisa precedentemente solo come demo).
All’interno inclusa anche la cover di “Ognuno è libero” che Luigi Tenco incise nel 1966. Alla fine del 2016, con l’entrata di due nuove vocalist, è uscito il nuovo CD, anche fisico, “La revolution bourgeoise”, che contiene 16 tracce più una nuova versione di "1986", incisa precedentemente come demo negli anni ’80 (la versione originale si trova come bonus track nel primo CD).
Il sound di questo CD verte più su sonorità punk, soprattutto californiane di fine anni ’70, “colorate” da influenze garage/psichedeliche. Questo CD è stato recensito da importanti riviste musicali sia nazionali (Rockerilla, Rumore), che internazionali (come Maximum r'n'r), oltre ad avere avuto diversi passaggi su molte radio sia nazionali che internazionali.
Nel 2017 è uscita una nuova versione rimasterizzata del CD.

## Formazione

### Formazione attuale
- Lisjac: voce (2015 - presente)
- Vicky Jam: voce (2016 - presente)
- Fabio Vinciguerra: chitarre (1986 - presente)
- Francesco Amato: tastiere (2013 - presente)
- Mimmo Garofalo: basso (1999 - presente)
- Eder McPallister: batteria (2011 - presente)

### Ex componenti
- Giana Guaiana: voce (1986-1990);
- Valentina Guarino: voce (1995-2002);
- Sandy Di Natale: voce (2013-2015);
- Francesco Comelli: basso (1986-1990);
- Sergio Zavattieri: basso (1995-1997);
- Daniele Cuccia: basso (1997-1999);
- Giuseppe Drago: tastiere (1995-1997);
- Massimo Santamarina: tastiere (1997-1999);
- Filippo Verna: tastiere (1999-2001);
- Fausto Lo Cicero: tastiere (2013-2015);
- Sergio Manduca: batteria (1986-1990);
- Alessandro Elmo: batteria (1995-1997);
- Massimo Costa: batteria (1997-1999);
- Tony Lo biondo: batteria (1999-2001);

## Discografia
- "Sonica ’97" CD (Musica & Suoni /EMI 1998)
- "Criminal Party" CD (Pink House 1999)
- "Jato music compilation" CD (COA music 2001)
- “Votate me” EP digitale (Downbeat & Pink house 2014)
- “La revolution bourgeoise” CD (Downbeat & Pink house 2016)